# Asser Wallenius
Asser Wallenius, född 23 juli 1902 och död 25 februari 1971, var en finländsk hastighetsåkare på skridskor. Han deltog i de olympiska spelen i Chamonix 1924. Han kom femma på 500 m och tia på både 5 000 m och 10 000 m.

## Fotnoter
1. ↑  SpeedSkatingNews.info, SpeedSkatingNews.info skridskoåkar-ID: asser-wallenius, läst: 5 maj 2022.[källa från Wikidata]
2. ↑  SpeedSkatingStats, SpeedSkatingStats skridskoåkar-ID: 1902072301, läst: 5 maj 2022.[källa från Wikidata]